# Aurélie Godet
Aurélie Godet ist eine französische Filmkritikerin und Mitglied der Auswahlkommission verschiedener Festivals, insbesondere der Berlinale. 

## Karriere
Seit ihrer Kindheit liebt Aurélie Godet Filme und Kino. Doch sie studierte etwas ganz anderes. Nach fünf Jahren in Paris beschloss sie, nach New York zu gehen, um dort einen Beruf zu finden, der ihr Fachwissen und ihre Leidenschaft vereint. Von 2006 bis 2010 war sie dort stellvertretende Direktorin von UniFrance, einer Vereinigung zur Förderung des französischen Films auf internationaler Ebene.
Danach kehrte sie nach Europa zurück, um als Beraterin für Produktionsfirmen zu arbeiten und unter anderem für Cahiers du Cinéma zu schreiben.
Im Jahr 2013 wurde sie Mitglied der Auswahlkommission des Locarno Festivals, wo sie sechs Jahre lang als Programmverantwortliche tätig war. Sie war auch für das Festival 3 Continents und das Festival International du Film de la Roche-sur-Yon tätig.
Im Jahr 2019 rief eine Gruppe von Filmakteuren und Filmakteurinnen ein neues Projekt mit dem Titel Parenting at Film Fests ins Leben. Aurélie Godet war Mitbegründerin. Ziel war, Eltern bei der Verbesserung ihrer Work-Life-Balance zu unterstützen. Zum Auftakt des Projekts bei den Internationalen Filmfestspielen in Cannes äußerte sie sich zu diesem Thema: „Wir sind hier, um unsere Branche und die Gesellschaft im Allgemeinen zu inspirieren, Initiativen zu schaffen, die zur Work-Life-Balance beitragen. Viele Bewegungen für Veränderungen haben im Kino begonnen, bevor sie sich auf den Rest der Gesellschaft ausbreiteten, und das ist wieder der Fall. Die Festivals hören zu, und wir arbeiten mit ihnen zusammen, um praktische Lösungen zu finden.“
2019 wurde sie in die Auswahlkommission der Berlinale berufen. Dort trifft sie mit Mark Peranson, Lorenzo Esposito, Sergio Fant, Paz Lázaro, Jacqueline Nsiah und Verena von Stackelberg die Entscheidungen über die Filmauswahl.

## Publikationen
Seit 2012 schreibt sie Wirtschaftsartikel und Künstlerinterviews für die Zeitschrift Les Cahiers du Cinéma und Filmkritiken für andere Zeitungen.

## Mitgliedschaften
- Arte France Cinéma (Beirat)